# Kocourov (Mochtín)
Kocourov je malá vesnice, část obce Mochtín v okrese Klatovy v Plzeňském kraji. Nachází se dva kilometry východně od Mochtína. Prochází zde silnice I/22. Je zde evidováno 34 adres. V roce 2011 zde trvale žilo 77 obyvatel.
Kocourov je také název katastrálního území o rozloze 4,05 km². V katastrálním území Kocourov leží i Nový Čestín.

## Historie
První písemná zmínka o vesnici pochází z roku 1551.

## Obyvatelstvo
| Rok            | 1869 | 1880 | 1890 | 1900 | 1910 | 1921 | 1930 | 1950 | 1961 | 1970 | 1980 | 1991 | 2001 | 2011 | 2021 |
| -------------- | ---- | ---- | ---- | ---- | ---- | ---- | ---- | ---- | ---- | ---- | ---- | ---- | ---- | ---- | ---- |
| Počet obyvatel | 210  | 281  | 223  | 185  | 206  | 202  | 164  | 115  | 99   | 89   | 89   | 87   | 81   | 77   | 77   |
| Počet domů     | 30   | 38   | 34   | 38   | 32   | 32   | 32   | 31   | 33   | 25   | 25   | 31   | 31   | 33   | 35   |

## Obecní správa
Při sčítání lidu v letech 1850–1929 Kocourov byl osadou obce Bystré v okrese Klatovy. V letech 1930–1979 byl samostatnou obcí v okrese Klatovy. Od 1. ledna 1980 je částí obce Mochtín v okrese Klatovy. V letech 1930–1979 k obci patřil Nový Čestín a od 1. července 1975 do 31. prosince 1979 také Bystré a Lhůta.

## Další fotografie

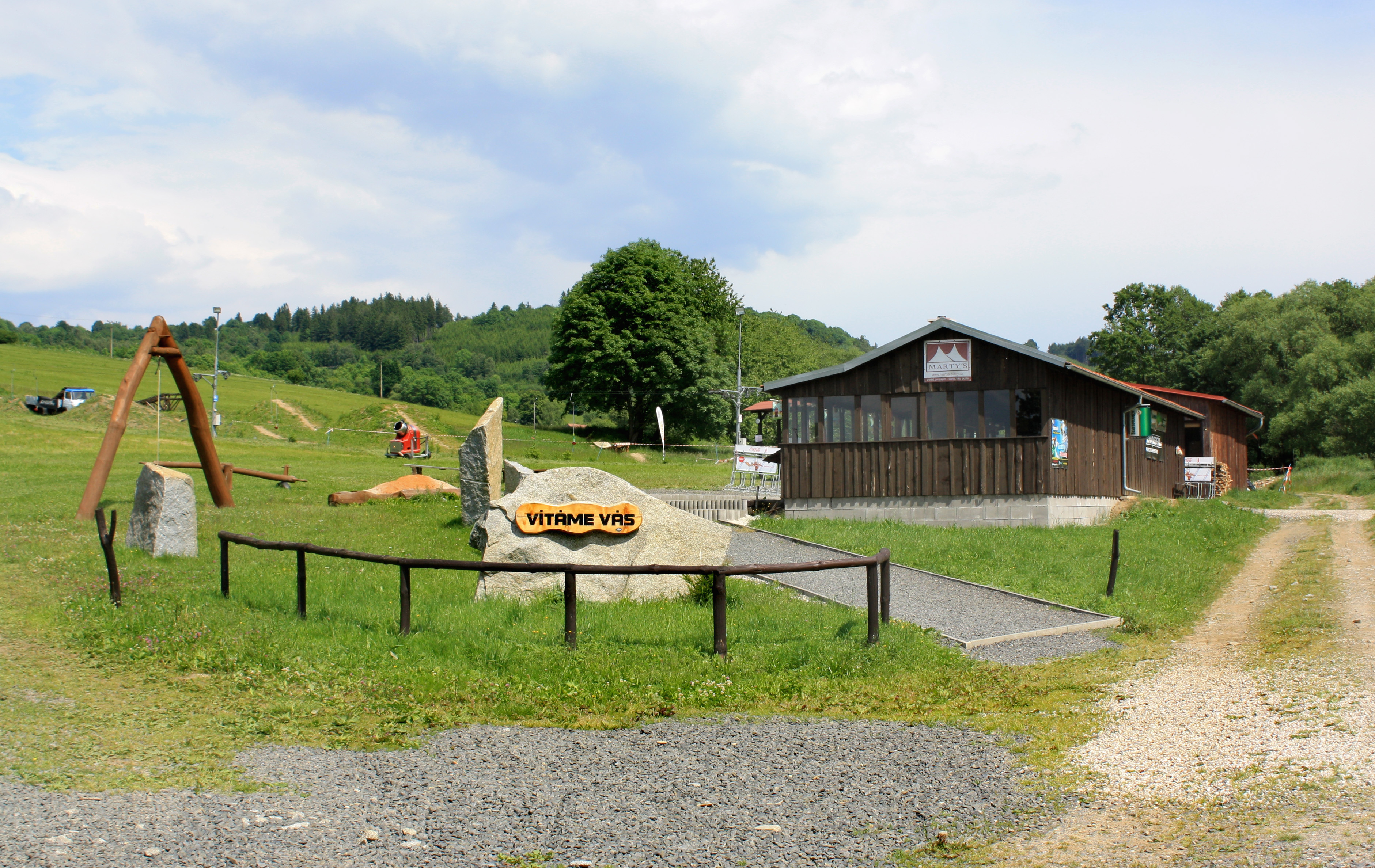
Activity park
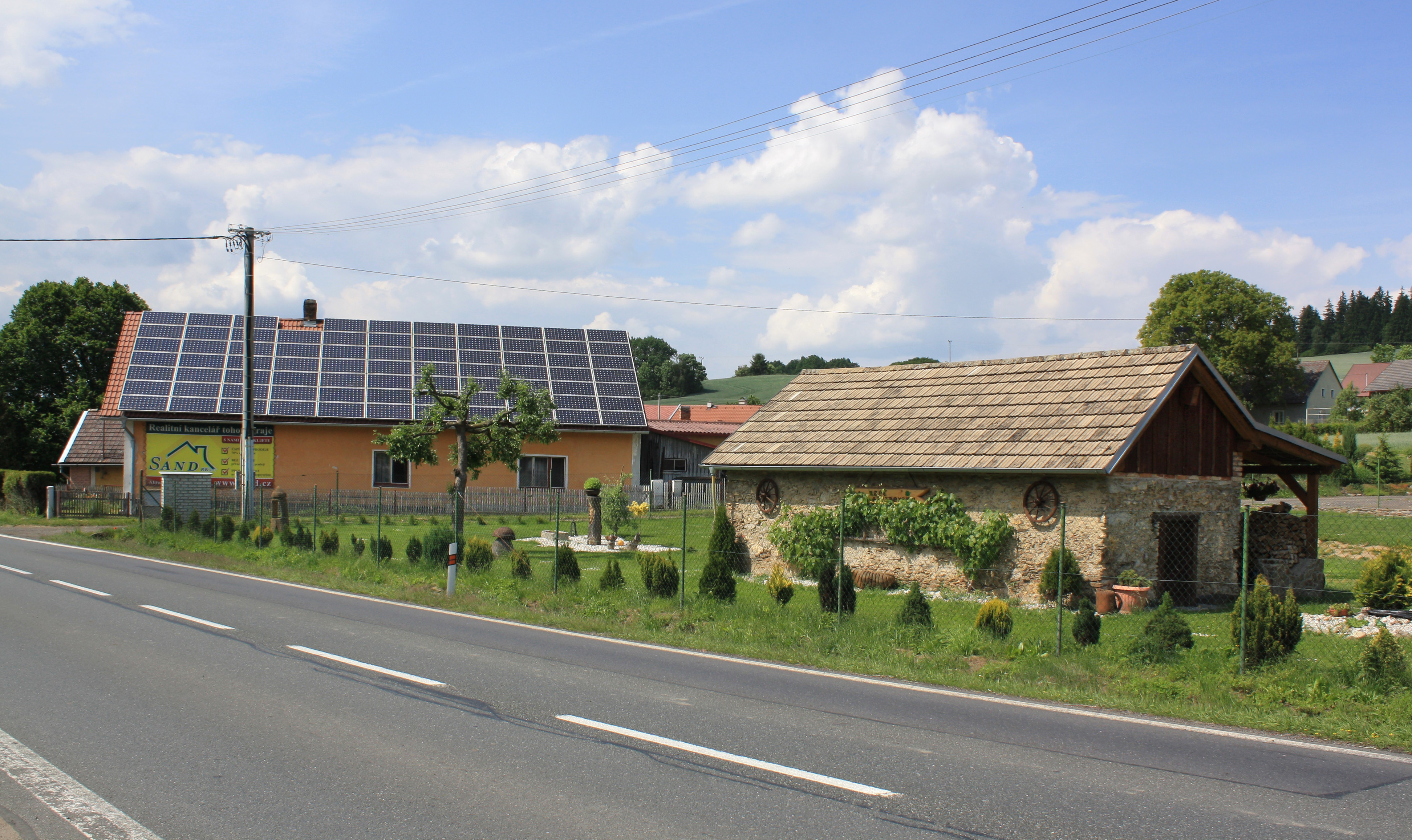
Domky v centru vesnice
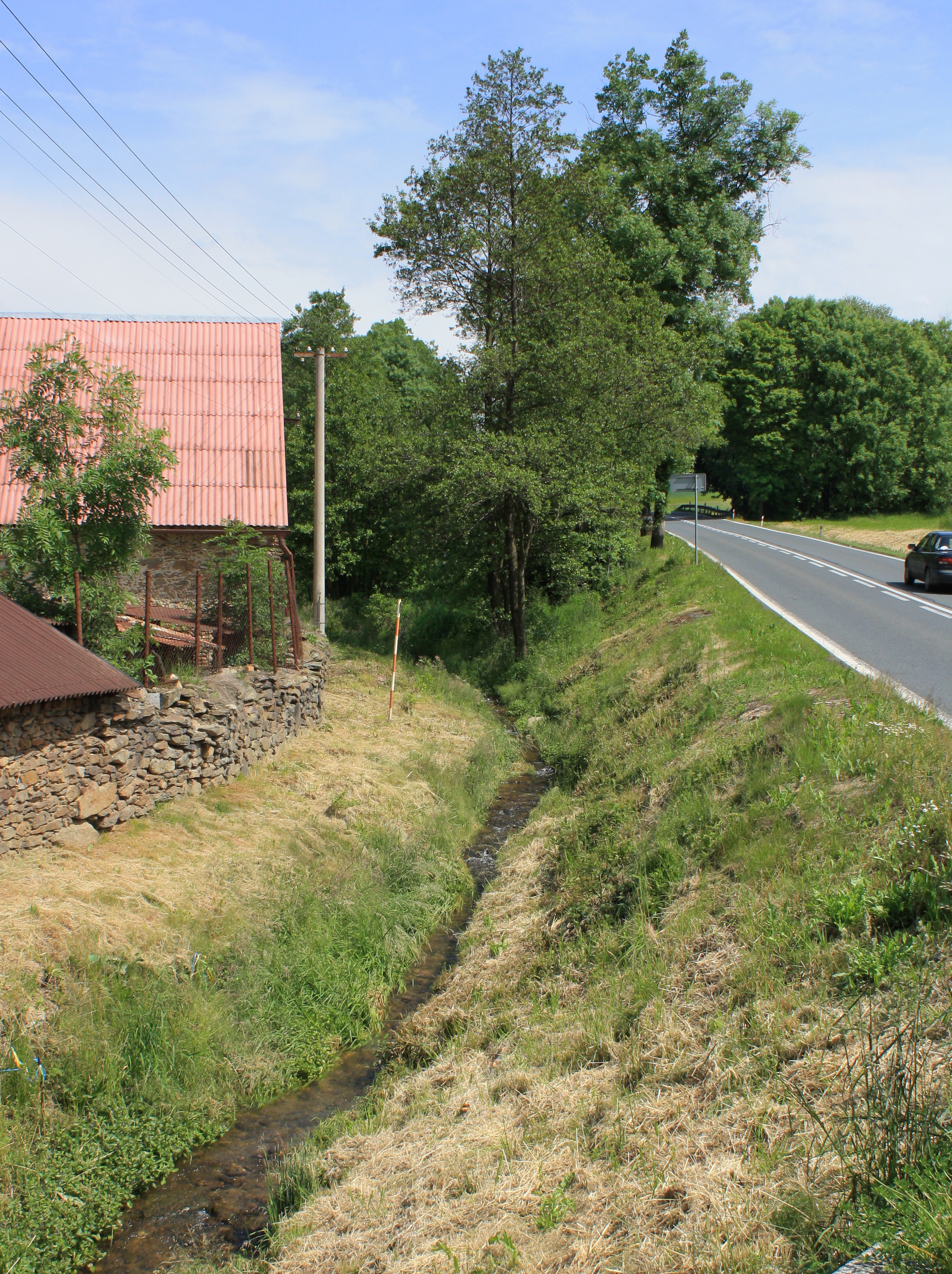
Bystrý potok